# William Gaddis
Pour les articles homonymes, voir Gaddis.
Œuvres principales
- Les Reconnaissances (1955)
- JR (1975)
- Gothique Charpentier (1985)
- Le Dernier Acte (1994)
- Agonie d'agapè (2002)

William Gaddis, né le 29 décembre 1922 à New York et mort le 16 décembre 1998 à East Hampton (État de New York), est un romancier américain. Gaddis a publié cinq romans en cinquante ans, dont deux ont reçu le National Book Award.

## Biographie
William Gaddis est né à New York, fils de Thomas et d'Edith Gaddis. Son père travaillait à Wall Street et sa mère était cadre à la New York Steam Corporation. Lorsqu'il fut âgé de 3 ans, ses parents se séparèrent. Il fut par la suite élevé par sa mère à Massapequa, Long Island.

## Œuvres

### Romans
- 1955 : William Gaddis (trad. Jean Lambert), Les Reconnaissances [« The Recognitions »], vol. 2, Paris, Gallimard, coll. « Du monde entier », 1973, 1000 p. (ISBN 978-2-07-028382-8)[1]
- 1975 : William Gaddis (trad. Marc Cholodenko), JR [« J R »], Paris, Plon, coll. « Feux croisés », 1992
- 1985 : William Gaddis (trad. Marc Cholodenko), Gothique Charpentier [« Carpenter's Gothic »], Paris, Christian Bourgois, coll. « Titres », 2006, 348 p. (ISBN 978-2-267-01834-9)
- 1994 : William Gaddis (trad. Marc Cholodenko), Le Dernier Acte [« A Frolic of His Own »], Paris, Plon, coll. « Feux croisés », 1999, 516 p. (ISBN 978-2-259-18112-9)
- 2002 : William Gaddis (trad. de l'anglais par Claro), Agonie d'agapè [« Agapē Agape »], Monaco-Paris, France, Le Serpent à Plumes, 2007, 93 p. (ISBN 978-2-268-06296-9)[2]

### Autres
- The Rush for Second Place (en) (2002), recueil posthume d'essais

## Postérité
Parmi les critiques et écrivains qui ont exprimé de l'admiration pour Gaddis :
- Steven Moore
- Don DeLillo
- Thomas Pynchon
- Wanda Tinasky
- Joseph McElroy
- William H. Gass
- David Markson
- David Foster Wallace
- Jonathan Franzen
- Chandler Brossard
- Jack Kerouac
- Stanley Elkin